# 赫拉尼夫 (哈爾科夫區)
50°21′42″N 36°13′31″E / 50.36167°N 36.22528°E
赫拉尼夫（烏克蘭語：Гранів）是位於烏克蘭東部的村莊，由哈爾科夫州哈爾科夫區的德爾哈奇市鎮負責管轄。該村始建於1750年，面積0.02平方公里，海拔高度149米，2001年人口125，人口密度每平方公里5,208.3人。